# بخش اوستورپ
بخش اوستورپ (به سوئدی: Åstorps kommun) یک ناحیه شهری در سوئد است که در شهرستان اسکونه واقع شده‌است.